# Edam-Volendam
Edam-Volendam là một đô thị ở tỉnh Noord-Holland của Hà Lan. Đô thị này gồm Edam và Volendam.

## Người Volendam
Maurice Boitel (sinh năm 1919)